# Манса Муса
Муса́ I, более известный как Манса Муса (араб. مانسا موسى‎), — манса (верховный правитель) средневековой империи Мали, находившийся у власти в 1307/1312—1332/1337 годах. Происходил из династии Кейта, был племянником основателя государства Мали Сундиаты Кейта. Родился в первой декаде мая (примерно с 1 по 8 мая), а умер в последней декаде августа (с 24 по 31 августа). При нём Мали имело наибольшие размеры за свою историю, значительно усилилось и достигло вершины своего могущества и культурного развития.

## Описание
О правлении Мусы известно, в основном, из записей арабских хронистов того времени: наиболее полные сведения оставили Шихаб ад-дин Ахмед ибн Яхья ибн Фадлаллах ал-Омари ад-Димашки (араб. شهاب الدين احمد ابن يحيى ابن فضل الله العمري الدمشقي‎), Абу Абдаллах Мухаммад ибн Баттута (араб. أبو عبد الله محمد ابن بطوطة‎) и Абу Зайд Абдуррахман ибн Мухаммад ибн Хальдун аль-Хадрами (араб. ابو زيد عبد الرحمن بن محمد بن خلدون الحضرمي‎).
Согласно Ибн Хальдуну, его дед был родным братом Сундиаты Кейты, основоположника империи Мали. Манса Муса пришёл к власти после того, как в 1311 году предыдущий правитель Абубакар II назначил его визирем, а сам отправился с тысячами судов с людьми и большим числом припасов на исследование Атлантики, откуда так и не вернулся.
Важнейшей причиной распространения славы мансы за пределы своего государства, в том числе до Европы, был хадж, совершённый им в 1324 году. Правителя, ехавшего верхом на коне, сопровождали, по разным данным от 60 тысяч (хроника «Тарих ас-Судан») до 80 тысяч (по хронике «Тарих ал-Фатташ») человек. Шествие Мусы через Каир, караваны верблюдов и вереницы рабов, расточительность царя и окружающая его роскошь прославили монарха.
Этот человек волной излил свою щедрость на весь Каир. Во всём султанате не было ни одного придворного или другого чиновника, который не получил бы от него подарка золотом. Как славно он держал себя, какое достоинство, какая скромность!
Манса Муса вернулся из Мекки в Мали в 1325 году. Паломничество царя укрепило политико-экономические связи Мали с его восточными соседями, что послужило активному притоку арабских купцов и мыслителей в Западный Судан.
Возглавляемое им государство располагалось на территории современных государств Мали, Гвинея, Сенегал, Нигер, Мавритания. Основной транспортной артерией данной местности является река Нигер; главные плодородные районы располагаются в её внутренней дельте. По записям арабского путешественника того времени Ибн Баттуты, посетившего государство Мали в 1352 году (во время правления мансы Сулеймана, который приходился Мусе братом и правил в течение 24 лет после кратковременного периода правления сына Мусы), экономика Мали базировалась на торговле со странами Северной Африки по транссахарским караванным путям, прежде всего минеральным сырьём — солью и золотом. Также через пустыню купцы везли из Мали слоновую кость, шкуры носорогов и других африканских животных.
Примечательно, что эксперты издания Сelebrity Net Worth, приведя состояние богатейших людей всех времён к условиям 2012 года, оценили состояние Мусы в 400 млрд долларов США. В опубликованном 13 октября 2012 года рейтинге 25 самых состоятельных людей мира он занял 1 место, опередив европейскую династию Ротшильдов и американского предпринимателя Рокфеллера.